# Thalassodes antithetica
Thalassodes antithetica är en fjärilsart som beskrevs av Claude Herbulot 1963. Thalassodes antithetica ingår i släktet Thalassodes och familjen mätare. Inga underarter finns listade i Catalogue of Life.